# Masingwaneng
Masingwaneng – wieś w Botswanie w dystrykcie North East. Według spisu ludności z 2011 roku wieś liczyła 677 mieszkańców.